# Lecanidion bachmannianum
Lecanidion bachmannianum är en svampart som beskrevs av Keissl. 1921. Lecanidion bachmannianum ingår i släktet Lecanidion och familjen Patellariaceae.   Inga underarter finns listade i Catalogue of Life.